# Lasek (województwo dolnośląskie)
Lasek – wieś w Polsce położona w województwie dolnośląskim, w powiecie średzkim, w gminie Udanin.

## Historia
Wieś ma metrykę średniowieczną i jest notowana od XIII wieku. W 1250 zanotowana jako Javore, 1385 Forstchein, 1386 Forstchyn, 1387 Furstchein, 1687 Ferstichen, 1785 Forstchen. Miejscowość początkowo nazywała się prawdopodobnie Jaworze co oznaczało lasek jaworowy. Od IV wieku nazwa notowana po niemiecku Forstchein od Forst czyli las. Po 1945 roku polska nazwa Lasek.

## Podział administracyjny
W latach 1975–1998 miejscowość administracyjnie należała do województwa legnickiego.